# フランク・シャムロック
フランク・シャムロック（Frank Shamrock、1972年12月8日 - ）は、アメリカ合衆国の男性元総合格闘家。カリフォルニア州サンタモニカ出身。元UFC世界ライトヘビー級王者。元WEC世界ライトヘビー級王者。元Strikeforce世界ミドル級王者。
ケン・シャムロックは同じ養父を持つ義理の兄。

## 来歴
メキシコ系アメリカ人とインディアンの家系で恵まれない家庭環境に育ち、12歳から里親やグループホームなどを転々とした。養父のボブ・シャムロックに引き取られるまでは荒れた少年時代を過ごす。
1993年からケン・シャムロックのもとで総合格闘技を学び、1994年12月16日、パンクラスのKING OF PANCRASE TOURNAMENTでデビュー、1回戦で優勝候補の一角に挙げられていたバス・ルッテンを下す鮮烈のデビューを飾った。当初は旧名のフランク・ワレスを名乗っていた。
1995年11月4日には船木誠勝をアンクルホールドで下し、1996年1月28日のキング・オブ・パンクラス暫定王座決定戦で鈴木みのるから膝十字固めで一本勝ちを収め王座獲得に成功した。兄のケンとパンクラスとの間に起こったトラブルに巻き込まれるようにして1996年12月15日の試合を最後にパンクラスを離脱した。
1997年1月17日、SuperBrawlで初のバーリトゥード戦を行うがジョン・ローバーに判定負け。
1997年9月26日、リングスで高阪剛と対戦し、判定勝ち。
1997年10月11日、アメリカ合衆国で開催されたグラップリング大会「The Contenders」でダン・ヘンダーソンと対戦。開始56秒、アンクルホールドで一本勝ち。
1997年11月29日、VALE TUDO JAPAN '97でエンセン井上と対戦。2ラウンドに膝蹴りを入れたところでエンセンのセコンドについていたイーゲン井上がリングに入ったため失格勝ち。

### UFC
1997年12月21日、UFC初参戦となったUFC JapanでUFC世界ミドル級（現ライトヘビー級）王座決定戦でソウルオリンピックレスリング金メダリストのケビン・ジャクソンと対戦し、開始16秒腕ひしぎ十字固めで一本勝ちを収め王座獲得に成功した。
王座防衛に3度成功し、1999年9月24日、UFC 22でティト・オーティズとのタイトルマッチを制し、4度目の防衛を果たすとリングにベルトを置いてUFC撤退を表明。対戦要望をアピールしていた桜庭和志との対戦が期待され幾度もPRIDE参戦が噂されるが、実現には至らなかった。
2000年12月10日、K-1 WORLD GP 2000 決勝戦でエルヴィス・シノシックと総合格闘技ルールで対戦し、判定勝ち。
2001年8月11日、K-1 WORLD GP 2001 in LAS VEGASでシャノン・"ザ・キャノン"・リッチと対戦し、右ハイキックでKO勝ち。
2003年3月27日、WEC 6のWEC世界ライトヘビー級王座決定戦でブライアン・パードーと対戦し、腕ひしぎ十字固めで一本勝ちを収め王座獲得に成功した。
2005年には自身のジム、シャムロック・マーシャルアーツ・アカデミーを設立した。
2005年11月23日、U-STYLE Axisで中村大介と対戦し、アンクルホールドで一本勝ち。

### Strikeforce
2006年3月10日、Strikeforce旗揚げ戦でシーザー・グレイシーと対戦し、右フックでダウンを奪いパウンドでKO勝ち。
2007年2月10日、EliteXCでヘンゾ・グレイシーと対戦。下のポジションから禁止されていたグラウンド状態での膝蹴りを放ったため失格負け。
2007年6月22日、Strikeforce: Shamrock vs. BaroniのStrikeforce世界ミドル級王座決定戦でフィル・バローニと対戦し、チョークスリーパーで失神一本勝ちを収め2階級制覇となる王座獲得に成功した。

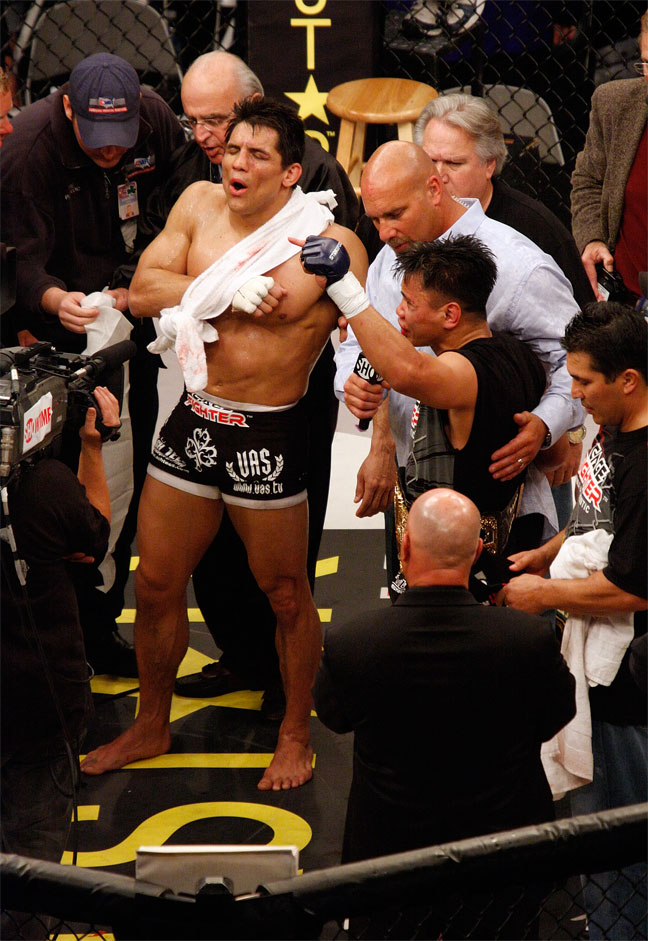
カン・リー戦後のシャムロック。

2008年3月29日、Strikeforce: Shamrock vs. LeのStrikeforce世界ミドル級タイトルマッチでカン・リーと対戦し、右腕の負傷によりTKO負けを喫し王座から陥落した。
2009年4月11日、Strikeforce: Shamrock vs. Diazでニック・ディアスと179ポンド（約81kg）のキャッチウェイトで対戦し、2ラウンドTKO負けを喫した。
2010年6月26日、Strikeforce: Fedor vs. Werdumで現役引退を表明した。

## 人物・エピソード
- 映画やテレビに出演するなど、俳優活動も行っている。
- 2010年に発売されたテレビゲーム「EA Sports MMA」では、選手としてだけでなく解説者としても登場している。
- 1999年には、ランディ・サベージと共に、チャック・ノリス主演のドラマ『炎のテキサス・レンジャー』第161話“Fight or Die”にゲスト出演、監獄内の金網デスマッチでチャック・ノリスとの死闘を演じた。視聴者数は全米で1440万人を記録。

## 戦績

### 総合格闘技
| 総合格闘技 戦績 | 総合格闘技 戦績 | 総合格闘技 戦績 | 総合格闘技 戦績 | 総合格闘技 戦績 | 総合格闘技 戦績 | 総合格闘技 戦績 |
| --------------- | --------------- | --------------- | --------------- | --------------- | --------------- | --------------- |
| 35 試合         | (T)KO           | 一本            | 判定            | その他          | 引き分け        | 無効試合        |
| 23 勝           | 2               | 14              | 5               | 2               | 2               | 0               |
| 10 敗           | 4               | 2               | 3               | 1               | 2               | 0               |

| 勝敗 | 対戦相手                         | 試合結果                               | 大会名                                                                         | 開催年月日     |
| ×    | ニック・ディアス                 | 2R 3:57 TKO（右ボディブロー→パウンド） | Strikeforce: Shamrock vs. Diaz                                                 | 2009年4月11日  |
| ×    | カン・リー                       | 3R終了時 TKO（右腕の骨折）             | Strikeforce: Shamrock vs. Le 【Strikeforce世界ミドル級タイトルマッチ】         | 2008年3月29日  |
| ○    | フィル・バローニ                 | 2R 4:00 チョークスリーパー             | Strikeforce: Shamrock vs. Baroni 【Strikeforce世界ミドル級王座決定戦】         | 2007年6月22日  |
| ×    | ヘンゾ・グレイシー               | 2R 2:00 失格（グラウンドの膝蹴り）     | EliteXC: Destiny                                                               | 2007年2月10日  |
| ○    | シーザー・グレイシー             | 1R 0:21 KO（右フック→パウンド）        | Strikeforce: Shamrock vs. Gracie                                               | 2006年3月10日  |
| ○    | ブライアン・パードー             | 1R 1:46 腕ひしぎ十字固め               | WEC 6: Return of a Legend 【WEC世界ライトヘビー級王座決定戦】                  | 2003年3月27日  |
| ○    | エルヴィス・シノシック           | 3分5R終了 判定50-48                    | K-1 WORLD GP 2000 決勝戦                                                       | 2000年12月10日 |
| ○    | ティト・オーティズ               | 4R 4:42 ギブアップ（パウンド）         | UFC 22: There Can Be Only One Champion 【UFC世界ミドル級タイトルマッチ】       | 1999年9月24日  |
| △    | 田村潔司                         | 20分終了 時間切れ                      | リングス RISE 2nd                                                              | 1999年4月23日  |
| ○    | ジョン・ローバー                 | 1R 7:41 ギブアップ（マウントパンチ）   | UFC Brazil: Ultimate Brazil 【UFC世界ミドル級タイトルマッチ】                  | 1998年10月16日 |
| ○    | ジェレミー・ホーン               | 1R 16:28 膝十字固め                    | UFC 17: Redemption 【UFC世界ミドル級タイトルマッチ】                           | 1998年5月15日  |
| ○    | イゴール・ジノビエフ             | 1R 0:22 KO（バスター）                 | UFC 16: Battle in the Bayou 【UFC世界ミドル級タイトルマッチ】                  | 1998年3月13日  |
| ○    | ケビン・ジャクソン               | 1R 0:16 腕ひしぎ十字固め               | UFC Japan: Ultimate Japan 【UFC世界ミドル級王座決定戦】                        | 1997年12月21日 |
| ○    | エンセン井上                     | 2R 7:17 失格（セコンドのリングイン）   | VALE TUDO JAPAN '97                                                            | 1997年11月29日 |
| ○    | ウェス・ギャサウェイ             | 1R 11:54 失格（ロープ掴み）            | World Pankration Championships 1                                               | 1997年10月26日 |
| ○    | 高阪剛                           | 30分終了 判定（ポイント）              | リングス FIGHTING EXTENSION 1997 Vol.7                                         | 1997年9月26日  |
| ×    | ジョン・ローバー                 | 30分1R終了 判定1-2                     | SuperBrawl 3                                                                   | 1997年1月17日  |
| ×    | 國奥麒樹真                       | 20分終了 判定0-3                       | PANCRASE TOUR 1996 TRUTH                                                       | 1996年12月15日 |
| ×    | 近藤有己                         | 12:43 KO（ハイキック）                 | PANCRASE TOUR 1996 TRUTH                                                       | 1996年9月7日   |
| ○    | 山田学                           | 12:44 チョークスリーパー               | PANCRASE TOUR 1996 TRUTH                                                       | 1996年7月22日  |
| ×    | バス・ルッテン                   | 11:11 TKO（ドクターストップ）          | PANCRASE TOUR 1996 TRUTH 【キング・オブ・パンクラス統一王座決定戦】            | 1996年5月16日  |
| ○    | 渋谷修身                         | 15分終了 判定                          | PANCRASE TOUR 1996 TRUTH                                                       | 1996年4月7日   |
| ○    | 柳澤龍志                         | 20分終了 判定                          | PANCRASE TOUR 1996 TRUTH                                                       | 1996年3月2日   |
| ○    | 鈴木みのる                       | 22:53 膝十字固め                       | PANCRASE TOUR 1996 TRUTH 【キング・オブ・パンクラス暫定王座決定戦】            | 1996年1月28日  |
| ○    | ヴァーノン・"タイガー"・ホワイト | 5:23 アキレス腱固め                    | パンクラス 1995 EYES OF BEAST                                                  | 1995年12月14日 |
| ○    | 船木誠勝                         | 10:31 アンクルホールド                 | パンクラス 1995 EYES OF BEAST                                                  | 1995年11月4日  |
| ○    | 伊藤崇文                         | 7:23 チョークスリーパー                | パンクラス 1995 EYES OF BEAST                                                  | 1995年9月1日   |
| ×    | バス・ルッテン                   | 15分終了 判定1-2                       | パンクラス 1995 EYES OF BEAST                                                  | 1995年7月23日  |
| ○    | 冨宅祐輔                         | 8:16 チョークスリーパー                | パンクラス 1995 EYES OF BEAST                                                  | 1995年6月13日  |
| △    | アラン・ゴエス                   | 10分終了 判定1-0                       | パンクラス 1995 EYES OF BEAST                                                  | 1995年5月13日  |
| ○    | 鈴木みのる                       | 3:23 チョークスリーパー                | パンクラス 1995 EYES OF BEAST                                                  | 1995年4月8日   |
| ×    | 船木誠勝                         | 5:11 ヒールホールド                    | パンクラス 1995 EYES OF BEAST                                                  | 1995年3月10日  |
| ○    | 稲垣克臣                         | 6:14 チョークスリーパー                | パンクラス 1995 EYES OF BEAST                                                  | 1995年1月26日  |
| ×    | 山田学                           | 8:38 ヒールホールド                    | パンクラス 1994 ROAD TO THE CHAMPIONSHIP 【KING OF PANCRASE TOURNAMENT 2回戦】 | 1994年12月16日 |
| ○    | バス・ルッテン                   | 10分終了 判定2-0                       | パンクラス 1994 ROAD TO THE CHAMPIONSHIP 【KING OF PANCRASE TOURNAMENT 1回戦】 | 1994年12月16日 |

### グラップリング
| 勝敗 | 対戦相手           | 試合結果               | 大会名                                                  | 開催年月日     |
| △    | 桜庭和志           | 10分終了 時間切れ      | RIZIN FIGHTING WORLD GRAND-PRIX 2017 1st ROUND -秋の陣- | 2017年10月15日 |
| ○    | ダン・ヘンダーソン | 1R 0:56 ヒールホールド | The Contenders                                          | 1997年10月11日 |

### キックボクシング
| 勝敗 | 対戦相手                         | 試合結果                   | 大会名                         | 開催年月日    |
| ○    | シャノン・"ザ・キャノン"・リッチ | 1R 0:53 KO（右ハイキック） | K-1 WORLD GP 2001 in LAS VEGAS | 2001年8月11日 |

## 獲得タイトル
- キング・オブ・パンクラス暫定王座（1996年）
- 初代UFC世界ライトヘビー級王座（1997年）
- 初代WEC世界ライトヘビー級王座（2003年）
- 初代Strikeforce世界ミドル級王座（2007年）

## 表彰
- SHERDOG 殿堂入り（2014年）

## 映画出演
- History of MMA（2012）